# サウリ・ヴァイサネン
サウリ・ヴァイサネン（Sauli Väisänen，1994年6月5日 - ）は、フィンランド・ヘルシンキ出身のサッカー選手。オーデンセBK所属。フィンランド代表。ポジションはディフェンダー。

## 経歴
2014年、アルスヴェンスカンで優勝11回を誇るAIKソルナに移籍した。
2017年にはセリエA昇格クラブであるS.P.A.L.に完全移籍で加入した。2017-18シーズンの第9節USサッスオーロ・カルチョ戦では敗勢時にPKを与えてしまうが、キッカーのドメニコ・ベラルディが失敗したため事なきを得た。なおチームは0-1で敗北した。
2019年8月24日、ACキエーヴォ・ヴェローナに移籍した。
2021年8月16日、コゼンツァ・カルチョに移籍した。
2023年6月20日、オーデンセBKに移籍した。

### 代表
2018 FIFAワールドカップ・ヨーロッパ予選を戦うA代表に、2016年10月に初召集された。

## 人物
彼の母であるアンナはMiss World 1984のセミファイナリストである。
実弟のレオ・ヴァイサネンもフィンランド代表サッカー選手。